# Nøddebo Præstegård (film fra 1934)
 For alternative betydninger, se Nøddebo Præstegård (flertydig). (Se også artikler, som begynder med Nøddebo Præstegård)
Nøddebo Præstegaard er en dansk film fra 1934, instrueret af George Schnéevoigt. Manuskriptet er af Fleming Lynge og Svend Rindom efter romanen Ved Nytaarstid i Nøddebo Præstegaard af Henrik Scharling. Den findes ligeledes i en udgave fra 1974.

## Medvirkende
- Hans Egede Budtz
- Charles Tharnæs
- Hans Kurt
- Johannes Meyer
- Katy Valentin
- Karin Nellemose
- Maria Garland
- Schiøler Linck
- Kai Holm
- Rasmus Christiansen
- Karen Poulsen
- Pouel Kern